# Softball ai XVIII Giochi panamericani
Il softball ai XVIII Giochi panamericani si è svolto dal 25 luglio al 10 agosto 2019 a Lima, in Perù. Hanno partecipato ai due tornei 6 squadre maschili e 6 squadre femminili, che inizialmente si sono sfidate in un girone all'italiana, ove le 4 migliori classificate passavano alla fase finale ad eliminazione diretta per la lotta alle medaglie.

## Torneo maschile

### Prima fase
| Squadre     | G | V | S | RF | RS | PCT   |
| ----------- | - | - | - | -- | -- | ----- |
| Argentina   | 5 | 5 | 0 | 29 | 4  | 1.000 |
| Stati Uniti | 5 | 4 | 1 | 38 | 10 | .800  |
| Cuba        | 5 | 3 | 2 | 33 | 22 | .600  |
| Messico     | 5 | 2 | 3 | 31 | 23 | .400  |
| Venezuela   | 5 | 1 | 4 | 7  | 17 | .200  |
| Perù        | 5 | 0 | 5 | 0  | 62 | .000  |

Risultati
| Data      | Partita     | Partita | Partita     |
| --------- | ----------- | ------- | ----------- |
| 25 luglio | Argentina   | 4 - 3   | Messico     |
| 25 luglio | Stati Uniti | 8 - 3   | Venezuela   |
| 25 luglio | Perù        | 0 - 15  | Cuba        |
| 27 luglio | Argentina   | 1 - 0   | Venezuela   |
| 27 luglio | Cuba        | 2 - 4   | Stati Uniti |
| 27 luglio | Messico     | 11 - 0  | Perù        |
| 28 luglio | Argentina   | 3 - 0   | Stati Uniti |
| 28 luglio | Messico     | 0 - 12  | Cuba        |
| 28 luglio | Venezuela   | 3 - 0   | Perù        |
| 28 luglio | Cuba        | 1 - 8   | Argentina   |
| 29 luglio | Venezuela   | 1 - 5   | Messico     |
| 29 luglio | Stati Uniti | 20 - 0  | Perù        |
| 29 luglio | Cuba        | 3 - 0   | Venezuela   |
| 30 luglio | Messico     | 2 - 6   | Stati Uniti |
| 30 luglio | Argentina   | 13 - 0  | Perù        |

### Fase finale
Nelle semifinali si scontrano la prima e la seconda del girone all'italiana e la terza e la quarta. La perdente dell'incontro tra prima e seconda e la vincente dell'incontro tra terza e quarta si incontrano in una partita nella quale la vincente accede alla finale per l'oro e la perdente si aggiudica la medaglia di bronzo.
|  |         |             |         |             |             |                 |                 |                 |             |             |                 |                 |                 |
|  | Playoff | Playoff     | Playoff |             |             | Finale 3º posto | Finale 3º posto | Finale 3º posto |             |             | Finale 1º posto | Finale 1º posto | Finale 1º posto |
|  | Playoff | Playoff     | Playoff |             |             | Finale 3º posto | Finale 3º posto | Finale 3º posto |             |             | Finale 1º posto | Finale 1º posto | Finale 1º posto |
|  |         |             |         |             |             |                 |                 |                 |             |             |                 |                 |                 |
|  |         |             |         |             |             |                 |                 |                 |             |             |                 |                 |                 |
|  | 1       | Argentina   | 7       |             |             |                 |                 |                 |             |             |                 |                 |                 |
|  | 1       | Argentina   | 7       |             |             |                 |                 |                 |             |             |                 |                 |                 |
|  | 2       | Stati Uniti | 0       |             |             |                 |                 |                 |             |             | Argentina       | Argentina       | 5               |
|  | 2       | Stati Uniti | 0       |             |             |                 |                 |                 |             |             | Argentina       | Argentina       | 5               |
|  |         |             |         | Stati Uniti | Stati Uniti | 7               |                 |                 | Stati Uniti | Stati Uniti | 0               |                 |                 |
|  |         |             |         | Stati Uniti | Stati Uniti | 7               |                 |                 | Stati Uniti | Stati Uniti | 0               |                 |                 |
|  |         |             | Messico | Messico     | 4           |                 |                 |                 |             |             |                 |                 |                 |
|  |         |             |         | Messico     | 4           |                 |                 |                 |             |             |                 |                 |                 |
|  | 3       | Cuba        | 4       |             |             |                 |                 |                 |             |             |                 |                 |                 |
|  | 3       | Cuba        | 4       |             |             |                 |                 |                 |             |             |                 |                 |                 |
|  | 4       | Messico     | 7       |             |             |                 |                 |                 |             |             |                 |                 |                 |
|  | 4       | Messico     | 7       |             |             |                 |                 |                 |             |             |                 |                 |                 |

#### Semifinali
| Lima 31 luglio 2019 | Argentina | 7 – 0 referto | Stati Uniti | (312 spett.) |

| Lima 31 luglio 2019 | Cuba | 4 – 7 referto | Messico | (85 spett.) |

#### Incontro per il terzo posto
| Lima 1 agosto 2019 | Stati Uniti | 7 – 4 referto | Messico |  |

#### Finale
| Lima 1 agosto 2019 | Argentina | 5 – 0 referto | Stati Uniti |  |

### Classifica finale
| Classifica | Squadre     |
| ---------- | ----------- |
|            | Argentina   |
|            | Stati Uniti |
|            | Messico     |
| 4          | Cuba        |
| 5          | Venezuela   |
| 6          | Perù        |

## Torneo femminile

### Prima fase
| Squadre     | G | V | S | RF | RS | PCT   |
| ----------- | - | - | - | -- | -- | ----- |
| Stati Uniti | 5 | 5 | 0 | 37 | 1  | 1.000 |
| Canada      | 5 | 4 | 1 | 23 | 7  | .800  |
| Porto Rico  | 5 | 3 | 2 | 18 | 12 | .600  |
| Messico     | 5 | 2 | 3 | 20 | 17 | .400  |
| Venezuela   | 5 | 1 | 4 | 9  | 41 | .200  |
| Perù        | 5 | 0 | 5 | 5  | 34 | 0.000 |

Risultati
| Data     | Partita     | Partita | Partita     |
| -------- | ----------- | ------- | ----------- |
| 4 agosto | Canada      | 3 - 1   | Porto Rico  |
| 4 agosto | Stati Uniti | 9 - 0   | Messico     |
| 4 agosto | Perù        | 3 - 5   | Venezuela   |
| 5 agosto | Stati Uniti | 6 - 0   | Porto Rico  |
| 5 agosto | Canada      | 8 - 0   | Venezuela   |
| 5 agosto | Messico     | 9 - 0   | Perù        |
| 6 agosto | Stati Uniti | 6 - 1   | Canada      |
| 6 agosto | Venezuela   | 3 - 11  | Messico     |
| 6 agosto | Perù        | 2 - 6   | Porto Rico  |
| 7 agosto | Venezuela   | 0 - 9   | Stati Uniti |
| 7 agosto | Porto Rico  | 1 - 0   | Messico     |
| 7 agosto | Canada      | 7 - 0   | Perù        |
| 8 agosto | Venezuela   | 1 - 10  | Porto Rico  |
| 8 agosto | Messico     | 0 - 4   | Canada      |
| 8 agosto | Stati Uniti | 7 - 0   | Perù        |

### Fase finale
Nelle semifinali si scontrano la prima e la seconda del girone all'italiana e la terza e la quarta. La perdente dell'incontro tra prima e seconda e la vincente dell'incontro tra terza e quarta si incontrano in una partita nella quale la vincente accede alla finale per l'oro e la perdente si aggiudica la medaglia di bronzo.
|  |         |             |            |             |             |                 |                 |                 |             |             |                 |                 |                 |
|  | Playoff | Playoff     | Playoff    |             |             | Finale 3º posto | Finale 3º posto | Finale 3º posto |             |             | Finale 1º posto | Finale 1º posto | Finale 1º posto |
|  | Playoff | Playoff     | Playoff    |             |             | Finale 3º posto | Finale 3º posto | Finale 3º posto |             |             | Finale 1º posto | Finale 1º posto | Finale 1º posto |
|  |         |             |            |             |             |                 |                 |                 |             |             |                 |                 |                 |
|  |         |             |            |             |             |                 |                 |                 |             |             |                 |                 |                 |
|  | 1       | Stati Uniti | 2          |             |             |                 |                 |                 |             |             |                 |                 |                 |
|  | 1       | Stati Uniti | 2          |             |             |                 |                 |                 |             |             |                 |                 |                 |
|  | 2       | Canada      | 3          |             |             |                 |                 |                 |             |             | Canada          | Canada          | 1               |
|  | 2       | Canada      | 3          |             |             |                 |                 |                 |             |             | Canada          | Canada          | 1               |
|  |         |             |            | Stati Uniti | Stati Uniti | 3               |                 |                 | Stati Uniti | Stati Uniti | 3               |                 |                 |
|  |         |             |            | Stati Uniti | Stati Uniti | 3               |                 |                 | Stati Uniti | Stati Uniti | 3               |                 |                 |
|  |         |             | Porto Rico | Porto Rico  | 1           |                 |                 |                 |             |             |                 |                 |                 |
|  |         |             |            | Porto Rico  | 1           |                 |                 |                 |             |             |                 |                 |                 |
|  | 3       | Porto Rico  | 3          |             |             |                 |                 |                 |             |             |                 |                 |                 |
|  | 3       | Porto Rico  | 3          |             |             |                 |                 |                 |             |             |                 |                 |                 |
|  | 4       | Messico     | 2          |             |             |                 |                 |                 |             |             |                 |                 |                 |
|  | 4       | Messico     | 2          |             |             |                 |                 |                 |             |             |                 |                 |                 |

#### Semifinali
| Lima 9 agosto 2019 | Porto Rico | 3 – 2 referto | Messico | (300 spett.) |

| Lima 9 agosto 2019 | Stati Uniti | 2 – 3 referto | Canada | (540 spett.) |

#### Incontro per il terzo posto
| Lima 10 agosto 2019 | Stati Uniti | 3 – 1 referto | Porto Rico | (650 spett.) |

#### Finale
| Lima 10 agosto 2019 | Canada | 1 – 3 referto | Stati Uniti | (850 spett.) |

### Classifica finale
| Classifica | Squadre     |
| ---------- | ----------- |
|            | Stati Uniti |
|            | Canada      |
|            | Porto Rico  |
| 4          | Messico     |
| 5          | Venezuela   |
| 6          | Perù        |